# 鶴牧
鶴牧（つるまき）は、東京都多摩市の地名。現行行政地名は鶴牧一丁目から鶴牧六丁目。郵便番号は206-0034。

## 地理
鶴牧1丁目は、幹線道路の「多摩ニュータウン通り」が最北端に接し、3本通う幹線道路周辺が区画整理区域になっており、ここには旧来の地権者絡みの自由裁量で建てられた業務施設、戸建て住宅、小規模マンションなどの雑多な建物が混在している。鉄道線路の南側は、新住区域で「都市センター」としてマスタープランに基づく都市基盤整備により開発され、企業の業務・管理機能を持つビジネスパークゾーンに位置づけられている。同1丁目においては、公共・公益事業所の建設場所として計画、誘致され「多摩中央警察署」「多摩郵便局」「東京ガス」「東京電力」「NTT」「朝日生命」「みずほ銀行」などの大規模な事業所ビルが立地している。なお、当初「そごう」の商品庫物流センターのあった跡地が、用地の用途変更で民間の大規模分譲マンションになっている。
鶴牧2丁目は、同1丁目と同様ビジネスパークゾーンにも位置づけられ、大手損保会社や電気・機械メーカーの本社ビルなどを誘致し建設しているが、旧中組谷戸の集落があった幹線道路周辺の広い範囲が区画整理区域となり、商店や戸建て住宅、民間小規模マンションなどの雑多な建物が混在している。また、同2丁目南部には里山を再生し傾斜地形を利用した農園などを設けた広大な「鶴牧西公園」がある。
鶴牧3丁目北部区域は、全てビジネスパークゾーンに位置づけられていたが、未だ本来目的に適った施設・建物が誘致できておらず、その保留地を開発者の旧住都公団が長期借地として暫定複合施設の多摩タイム（家電量販店・娯楽施設・スポーツ施設・飲食店）を誘致している。また、同区域南面は用地の用途計画変更を行い、近年、入居戸数500を超える民間資本の大規模マンションが建てられ、子供人口減少に歯止効果をもたらしている。同3丁目南部区域は、旧住都公団が分譲した中・高層および低層のタウンハウスで構成する集合住宅の街区で、中央部には小高い芝生の丘を擁する「鶴牧東公園」が整備され、頂上からは街の全容が眺望できる。なお、この公園に隣接して一部戸建て住宅区域が設けられている。
鶴牧4丁目は、「奈良原公園」を包含し落合住区の「宝野公園」に通じる市内有数のサクラ並木の名所「富士見通り」があり、住宅街が公園と歩行者専用道路で織りなす空間に一体的に溶け込み配置されている。快晴時には広い芝生で構成された長い通りの延長方向に、文字通り富士山を望むことができる緑豊かな環境の街区で「ガーデンシティ」と呼ぶに相応しい希少な美景観を呈している。住宅は中層の集合住宅と低層のタウンハウスが主体で、一軒が2層構造となったメゾネットタイプの二世帯住宅なども登場している。
鶴牧5丁目は新住区域であるが、戸建て住宅を主体とする街区である。同街区を貫く歩行者専用道路に面して旧住都公団の建設した低層と中層の分譲住宅、および都営住宅が存在する。落合住区との境界を通過する都道「町田・日野線」と交差する位置に商店など住民サービスを担う「鶴牧近隣センター」が設けられている。南端に接する南多摩尾根幹線道路には南隣の同市南野3丁目と連絡する2つの歩行者専用道路橋が架けられている。
鶴牧6丁目は、西隣同市唐木田1丁目との境界となる幹線道路沿い、旧長坂集落があった辺りが区画整理区域で、地権者らが建てた戸建て住宅と小規模マンションなどが混在している。北西および東側の新住区域は学校施設を中心にして、旧住都公団が建設した低・中層を主体とし一部高層の分譲集合住宅で構成されている。

### 河川
- 乞田川

### 地価
住宅地の地価は、2014年（平成26年）1月1日の公示地価によれば、鶴牧2丁目21番17外の地点で20万6000円/m2となっている。

## 歴史
旧南多摩郡多摩村南西部、純農村大字落合の丘陵地に位置していた小字楢原・中組付近に南北へ延びる谷戸が二筋あった。これら谷戸筋に囲まれた広大な山林が多摩ニュータウンの第11住区として旧住都公団の手で開発され、新生鶴牧が誕生した。現在、幹線道路の通う旧中沢・楢原・中組・長坂谷戸周辺が土地区画整理事業区域（区画整理区域）となり、この街で広い面積を占める丘陵部高台に位置する新住宅市街地開発事業区域（新住区域）とは開発手法が異なっている。
新住区域の街開きは1982年で、ニュータウンの当初計画見直し後に誕生した街区であるため空間構成に新機軸が導入され、オープンスペース、住宅街とも従前に比べゆとりのある独創的なストックが形成されている。特段、公園施設と歩行者専用道路網が充実しオープンスペースの基幹空間として、両者を一体的に整備している。そのため、東隣落合住区との境界になる都道「町田・日野線」には、これを立体交差で跨ぐ歩行者専用道路橋が8箇所架かるなど、歩車分離施策の中核となるインフラが多く構築され、住区内外から安全快適に徒歩で回遊できる生活環境を実現している。
なお、同ニュータウン中心機能のある多摩センター地区の「都市センター」西側は鶴牧に位置している。

## 世帯数と人口
2018年（平成30年）1月1日現在の世帯数と人口は以下の通りである。
| 丁目       | 世帯数    | 人口     |
| ---------- | --------- | -------- |
| 鶴牧一丁目 | 1,153世帯 | 2,546人  |
| 鶴牧二丁目 | 761世帯   | 1,609人  |
| 鶴牧三丁目 | 1,483世帯 | 4,087人  |
| 鶴牧四丁目 | 325世帯   | 768人    |
| 鶴牧五丁目 | 860世帯   | 2,013人  |
| 鶴牧六丁目 | 771世帯   | 1,799人  |
| 計         | 5,353世帯 | 12,822人 |

## 小・中学校の学区
市立小・中学校に通う場合、学区は以下の通りとなる。
| 丁目       | 番地       | 小学校               | 中学校             |
| ---------- | ---------- | -------------------- | ------------------ |
| 鶴牧一丁目 | 17～28番地 | 多摩市立南鶴牧小学校 | 多摩市立鶴牧中学校 |
| 鶴牧一丁目 | その他     | 多摩市立大松台小学校 | 多摩市立鶴牧中学校 |
| 鶴牧二丁目 | 全域       | 多摩市立大松台小学校 | 多摩市立鶴牧中学校 |
| 鶴牧三丁目 | 全域       | 多摩市立南鶴牧小学校 | 多摩市立鶴牧中学校 |
| 鶴牧四丁目 | 全域       | 多摩市立南鶴牧小学校 | 多摩市立鶴牧中学校 |
| 鶴牧五丁目 | 全域       | 多摩市立南鶴牧小学校 | 多摩市立鶴牧中学校 |
| 鶴牧六丁目 | 全域       | 多摩市立大松台小学校 | 多摩市立鶴牧中学校 |

## 公共施設

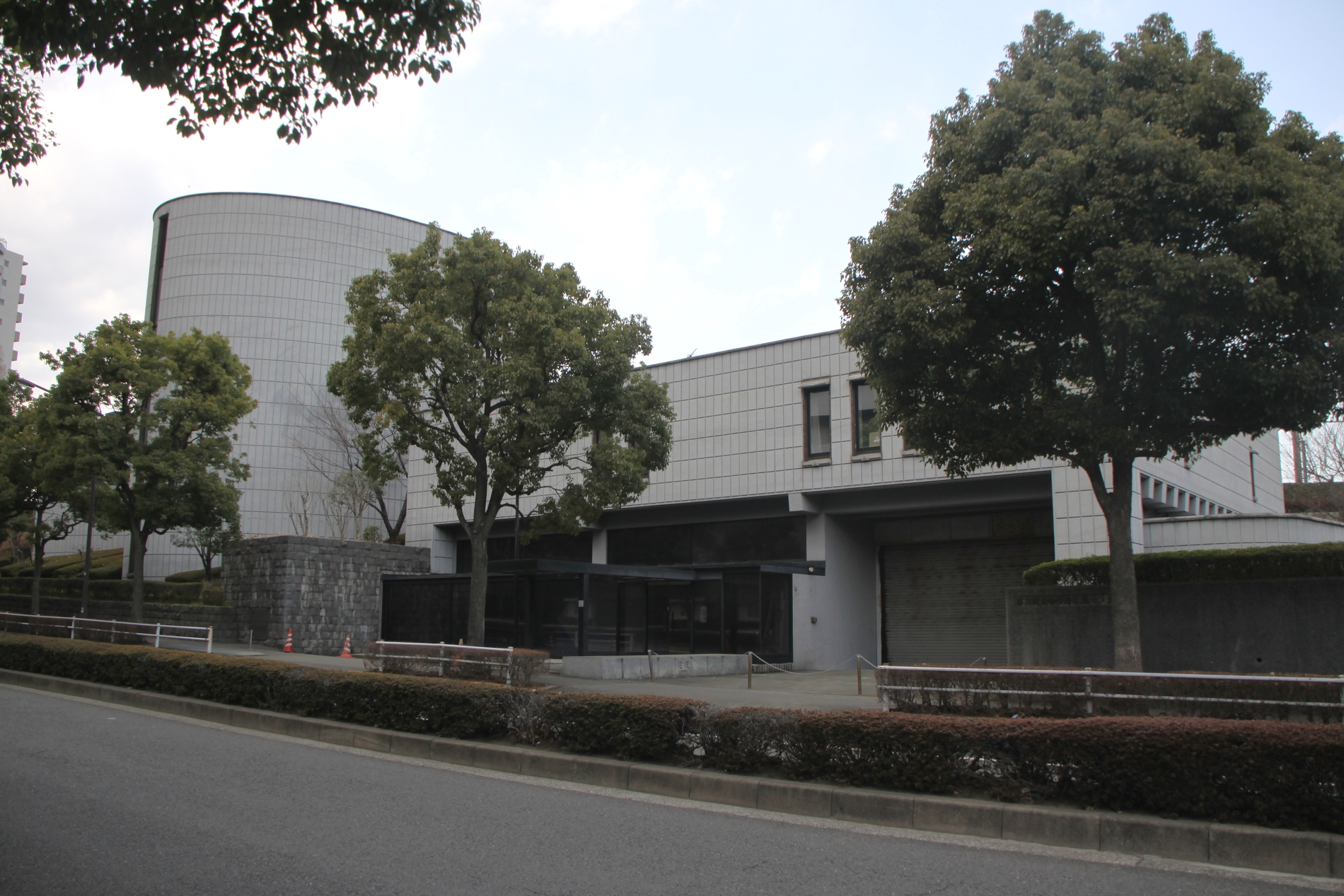
管路収集センター

- 唐木田コミュニティセンター（からきだ菖蒲館）
  - 唐木田図書館
- 多摩中央警察署（本署）
- 多摩中央警察署落合6丁目駐在所（鶴牧近隣センター）
- 多摩郵便局（集配本局）
- 多摩鶴牧郵便局（鶴牧近隣センター）
- 多摩消防署多摩センター出張所
- 都市廃棄物管路収集センター（端末ダストシュート廃止・管路機能休止中）

## 教育関連施設
- 多摩市立鶴牧中学校
- 多摩市立南鶴牧小学校
- 多摩市立大松台小学校

これら3校は互いに至近距離にあり歩行者専用道路で結ばれている。

## 商業施設および特定業務施設、その他諸施設
- わんにゃんワールド多摩（2009年多摩タイムより撤収）
- 東京ガス多摩ニュータウン営業所
- 東京ガスライフバル南多摩本社
- TEPCO多摩センタービル
- NTT多摩ビル
- 朝日生命多摩ビル
  - 朝日生命保険多摩本社
  - 朝日生命カードサービス本社
- ミツミ電機本社
- JUKI本社
- 東京海上日動システムズ本社
- 富士多摩ビル
- 富士多摩スクエア
- 新都市センタービル
  - 東京都住宅供給公社多摩窓口センター
  - 多摩テレビ
  - 多摩ニュータウンタイムズ

## 交通

### 鉄道
- 京王電鉄相模原線 - 京王多摩センター駅
- 小田急電鉄多摩線 - 小田急多摩センター駅
- 多摩都市モノレール - 多摩センター駅

### 道路
- 多摩ニュータウン通り - イチョウ
- 東京都道156号町田日野線 - クスノキ　≪新住区間無電柱化≫
- 稲荷橋通り - クスノキ
- 中組長坂通り（仮称） - モミジバフウ
- 多摩中央公園通り - クスノキ　≪新住区間無電柱化≫
- 鶴牧西公園通り（仮称）- ハナミズキ
- 鶴牧さくら坂 - サクラ
- メタセコイア通り - メタセコイア
- 鶴牧5丁目通り（仮称） - エンジュ（北側）・サルスベリ（南側）
- 南多摩尾根幹線　- ケヤキ　≪新住区間無電柱化≫
- 歩行者専用道路（そよかぜの道・富士見通りほか道路網として多数存在）

### 橋梁
- 稲荷橋（乞田川）
- 山王橋（乞田川）
- 多摩中央公園通り立体交差道路橋（仮称）
- 歩行者専用道路橋（めぐみの橋・ゆうゆう橋・いちょう橋・富士見通り橋・風の橋・はなみずき橋・鶴乃橋・Ｙ字橋ほか多数存在）

## 公園・緑地
多摩市が発行する防災マップの記述によった。これ以外にも、小規模な公園や遊び場が数多く存在する。
- 中組公園（街区公園）　鶴牧2丁目4番地
- 鶴牧西公園（近隣公園）　鶴牧2丁目19番地　［みどりの家・芝生広場・池・農園・雑木林］
- 鶴牧第3公園（街区公園）　鶴牧3丁目2番地　［遊具・砂場］
- 鶴牧東公園（近隣公園）　鶴牧3丁目16番地　［芝生大丘・ジャブジャブ池広場・球技場］
- 奈良原公園（近隣公園）　鶴牧4丁目4番地　［富士見通り桜並木・テニスコート］
- 鶴牧第1公園（街区公園）　鶴牧5丁目20番地　［遊具・砂場］
- 鶴牧第2公園（街区公園）　鶴牧5丁目39番地　［富士見通り西端見晴らし台・芝生広場］
- 小野路第4緑地（都市緑地）　鶴牧5丁目15番地
- まろにえ公園（街区公園）　鶴牧6丁目2番地　［遊具・砂場］
- 長坂公園（街区公園）　鶴牧6丁目9番地

＊注＝多摩市の区分では街区公園は児童公園に位置づけられている。